# Рашка (місто)

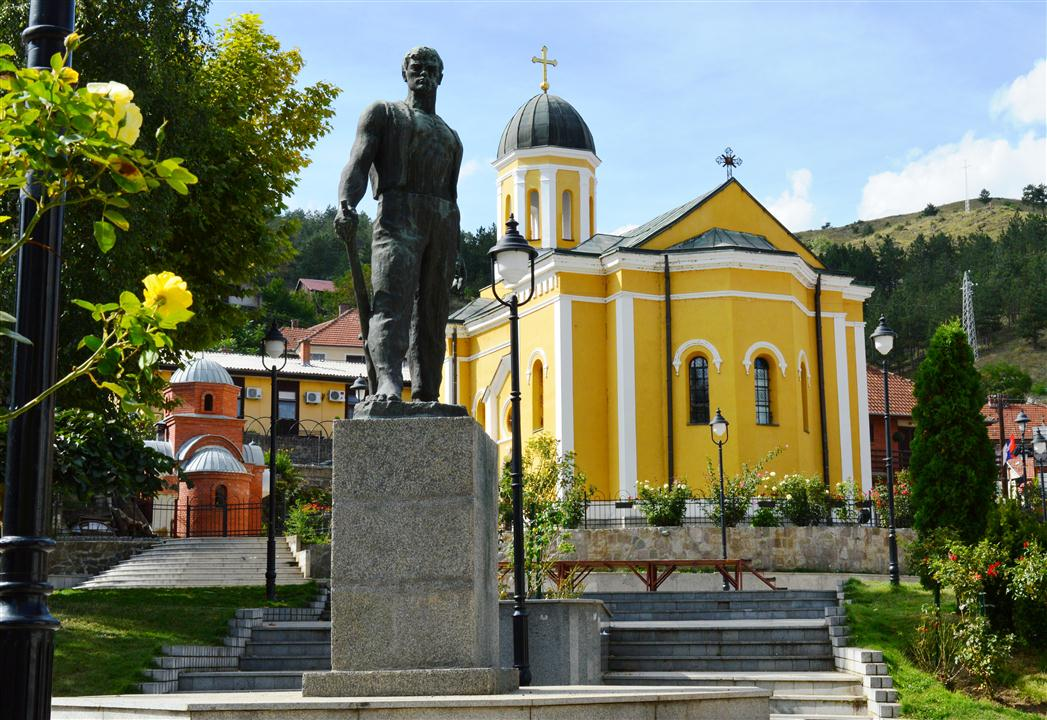
Община Рашка - місто Рашка

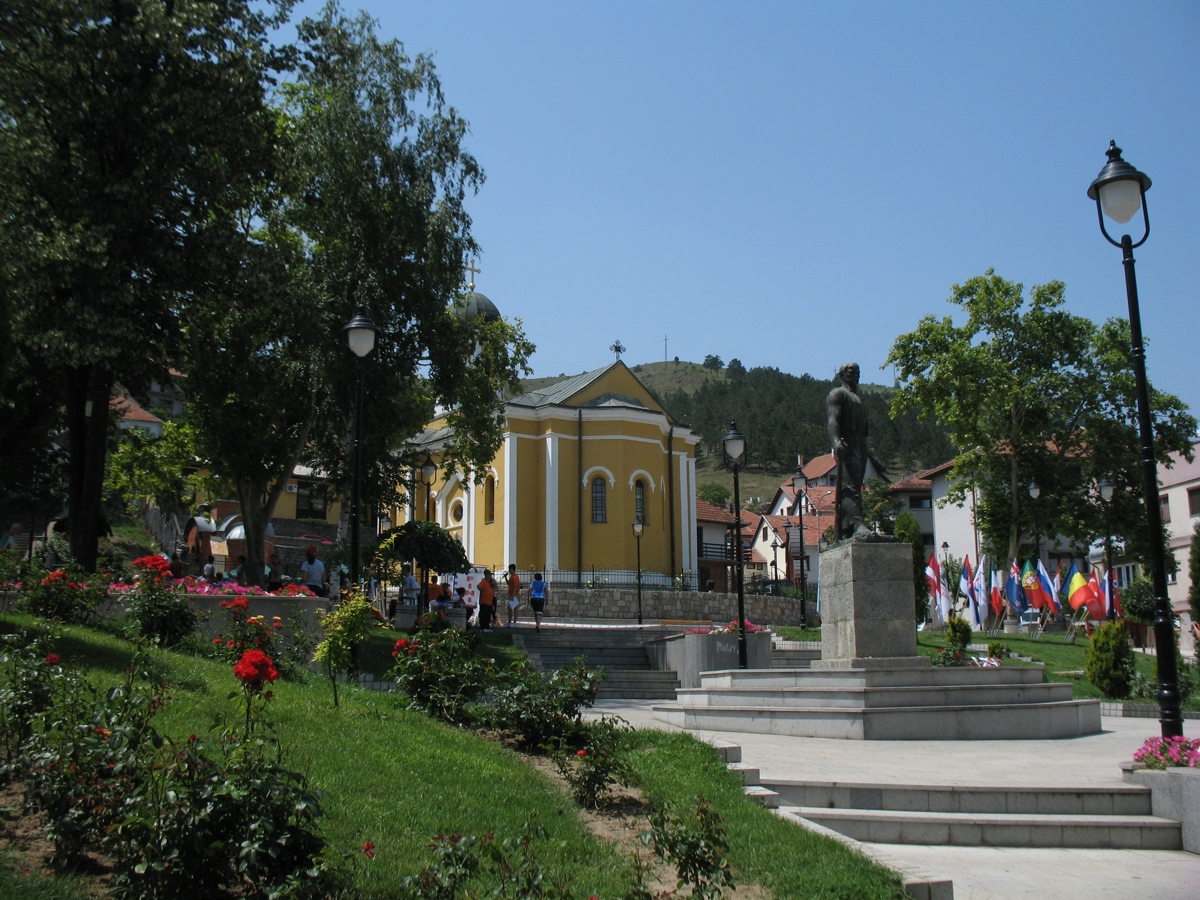
Парк у центрі Рашки

Рашка (серб. Рашка / Raška) — міське поселення в Сербії, в общині Рашка округу Рашка. За переписом 2011 року мешкало 6590 осіб.

## Географічне положення
Місто розташоване на південному заході Сербії, між Копаоніком і Голією, в долині, де річка Трнава впадає в Рашку, а потім Рашка в Ібар.

## Демографія
У селищі Рашка проживає 5195 дорослих осіб, середній вік населення становить 38,9 років (38,0 — чоловіків та 39,8 — жінок).
Цей населений пункт переважно населений сербами (за переписом 2011 року рік), а в останньому переписі спостерігалося зменшення кількості жителів.

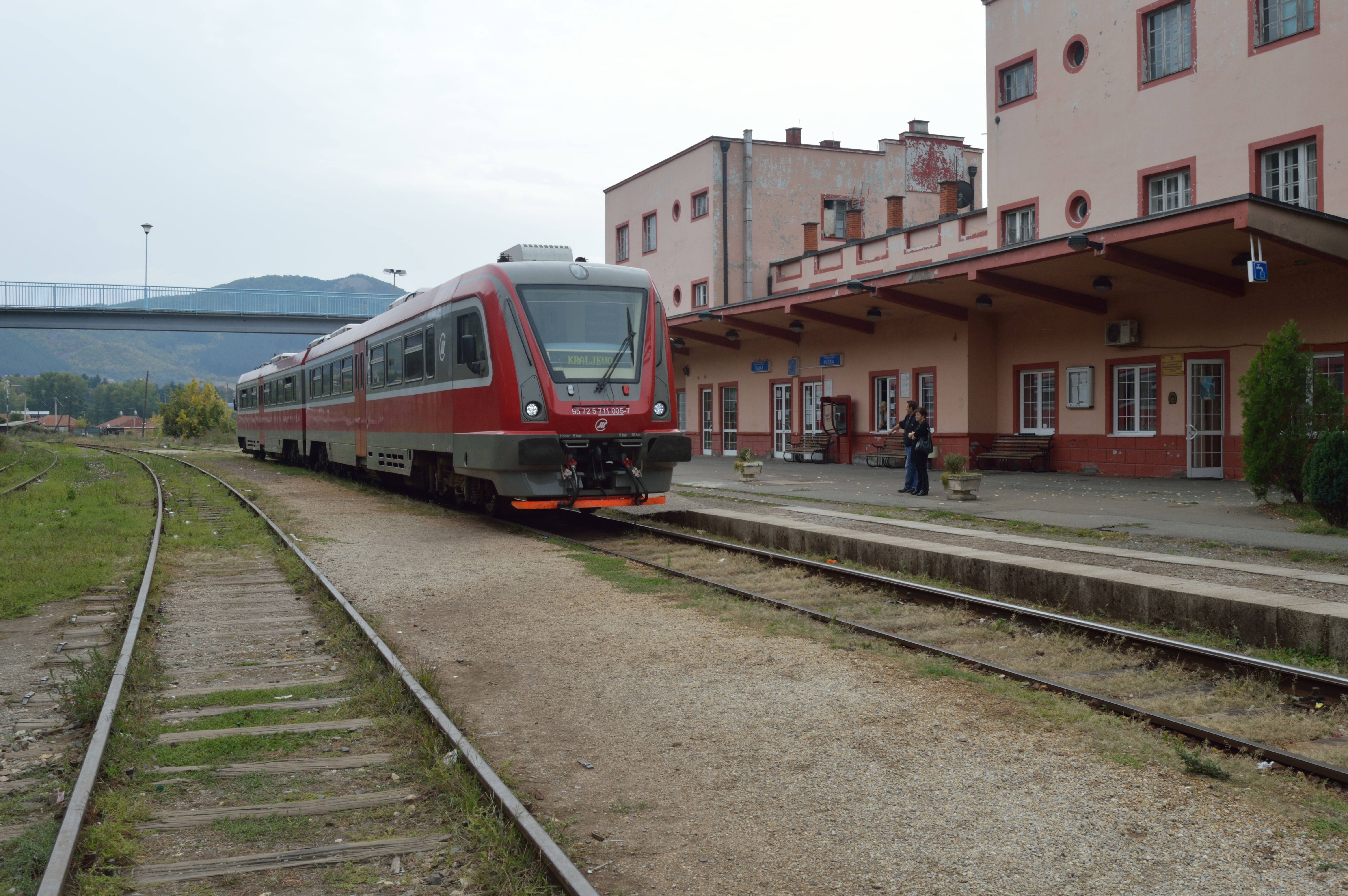
Залізнична станція в Рашці

## Визначні місця
На головній площі міста домінує церква святого Гавриїла, побудована з 1871 по 1874 рік. 
Недалеко від головної площі, на вулиці Ібарській, знаходиться найстаріша будівля міста - Будинок Курсулича, побудований між 1878 і 1895 роками в стилі цивільної архітектури Центральної Європи, на основі якого побудовані майже всі будинки міста. На початку 20 ст. Будинок оголошено пам’яткою культури і є центром культури, освіти та інформації «Градац». На першому поверсі будівлі знаходиться міська бібліотека, а на горищі з 2015 року також є меморіальна кімната, присвячена дням, коли Рашка була воєнною столицею Королівства Сербії в 1915 році. У меморіальній кімнаті будинку Курсулича експонується фототипне видання Мирославового Євангелія.
Кам'яний міст на річці Ібар, будівництво якого тривало з 1893 по 1895 рік. Його збудували на місці, де раніше були будівельні риштування. У період окупаційного нападу в 1915 році під час евакуації захисники сербської армії, намагаючись загальмувати наступ ворога, підірвали одну частину кам'яного мосту, у бік лівого берега річки. У 1925 році міст відновлено до початкового стану.

## Галерея

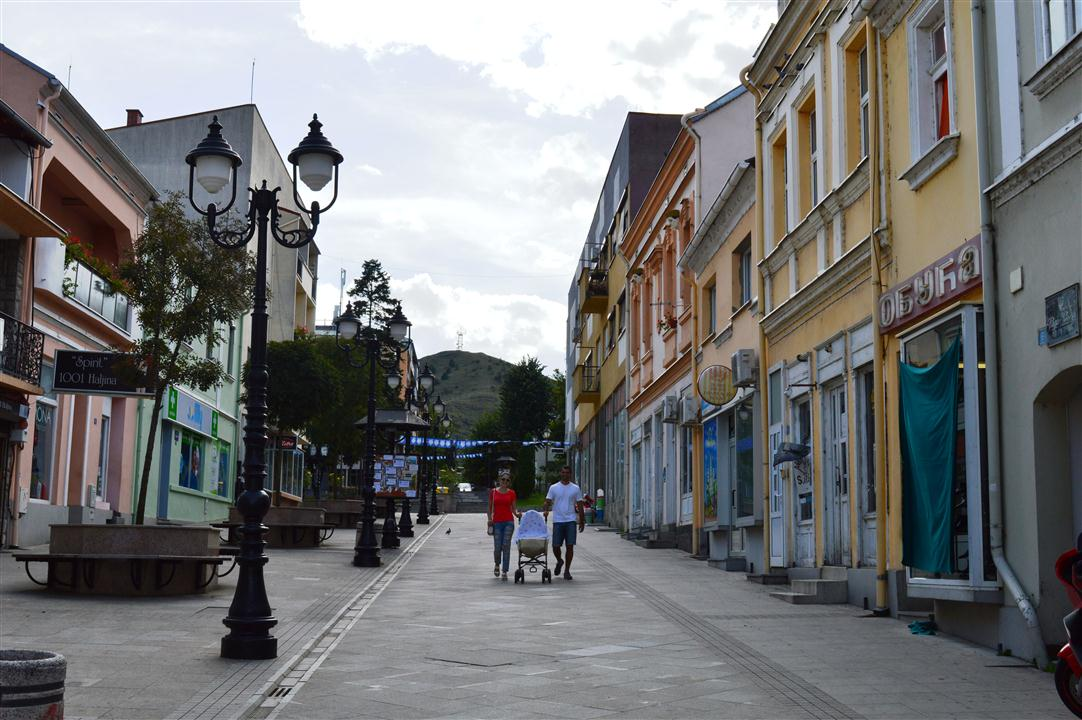
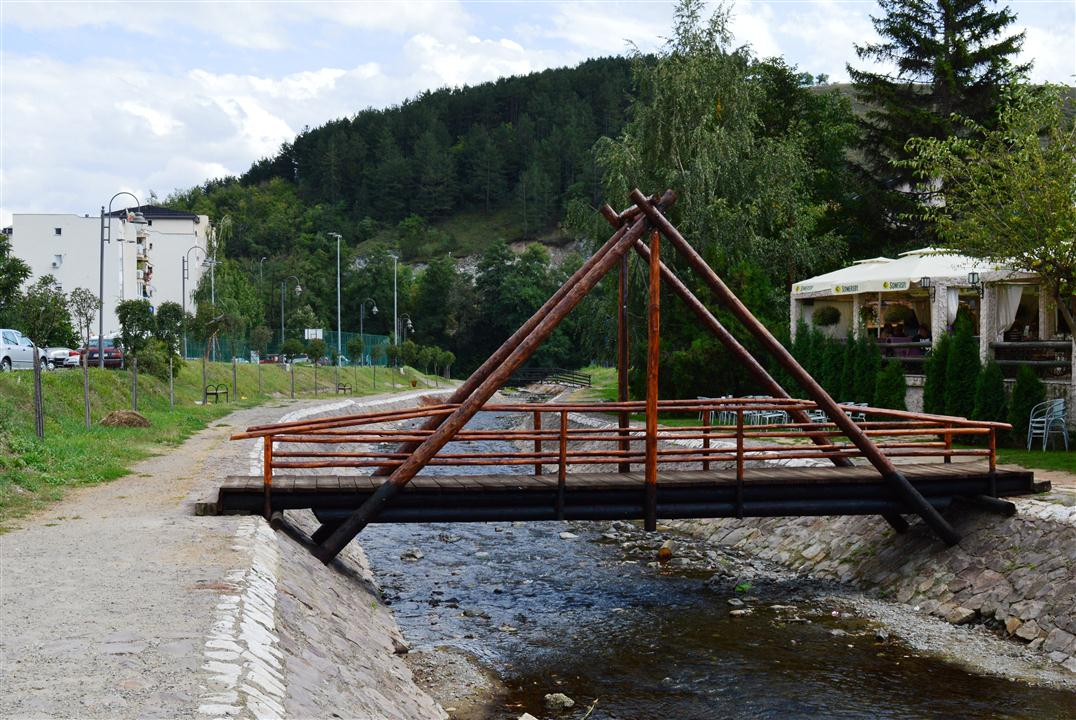
Річка Трнава
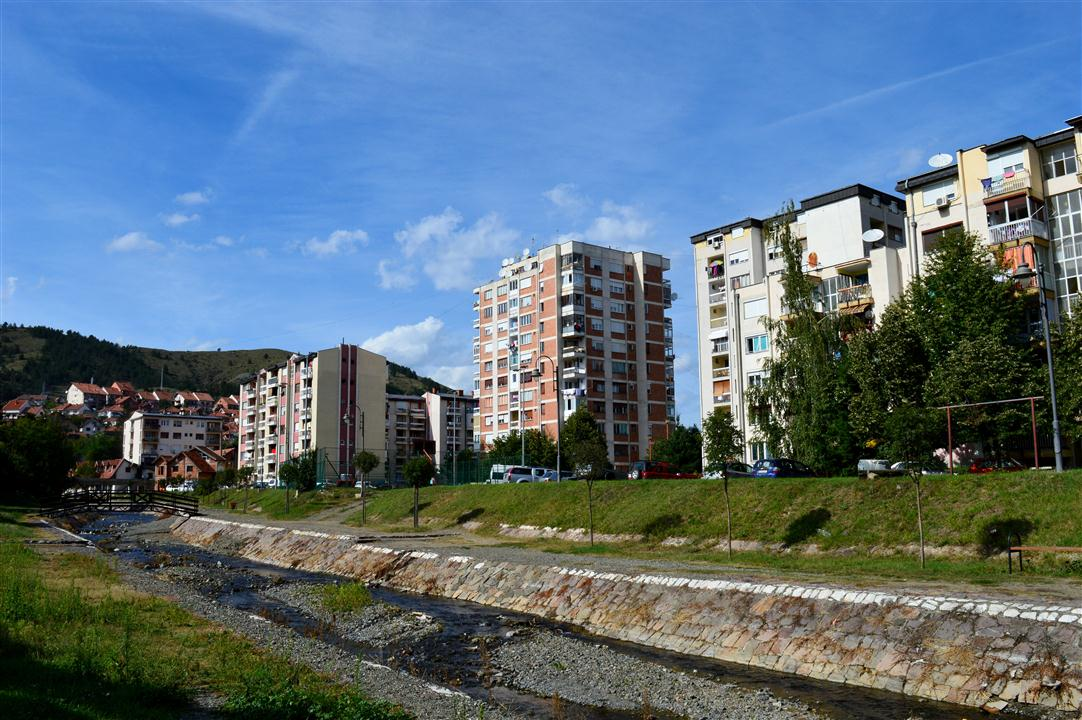
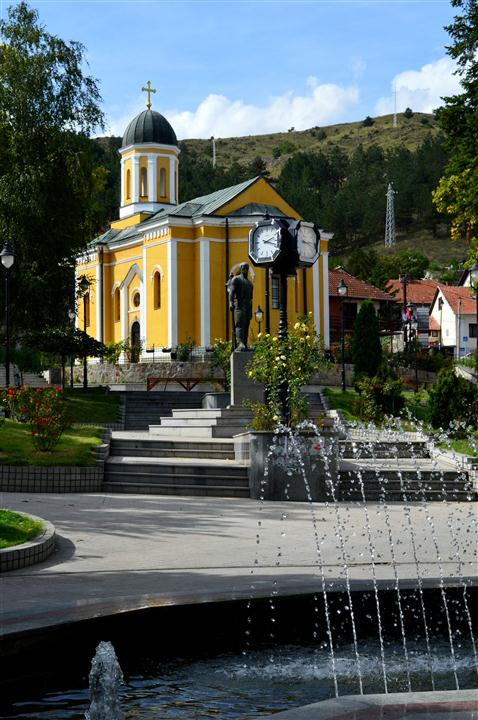
Церква
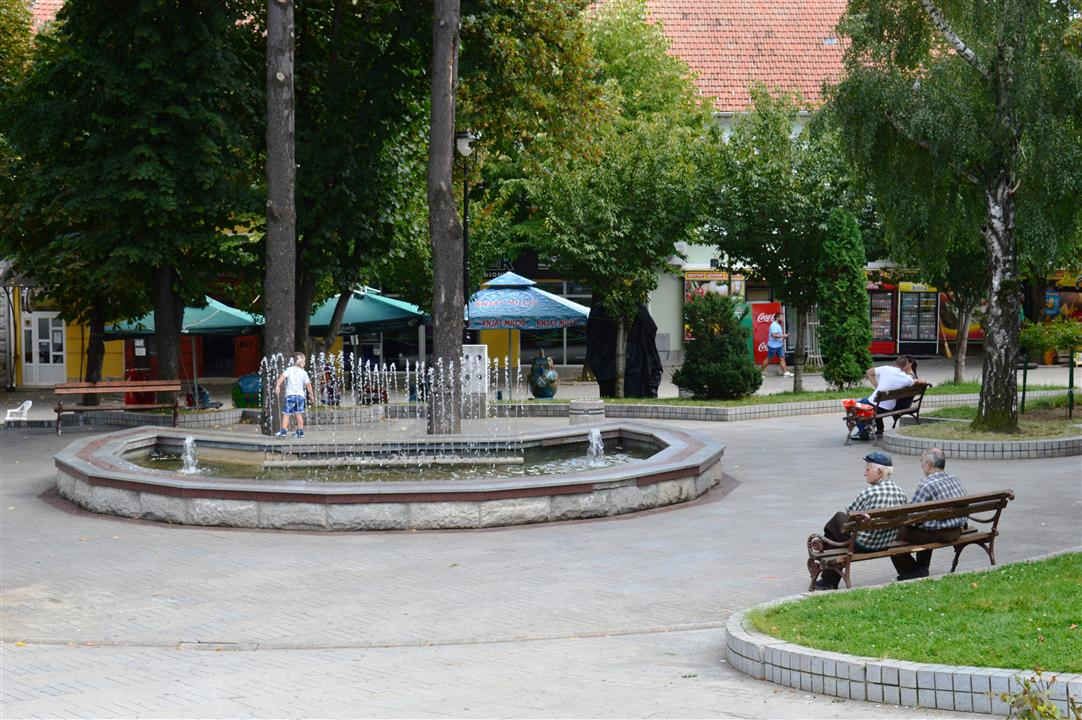
Міський парк
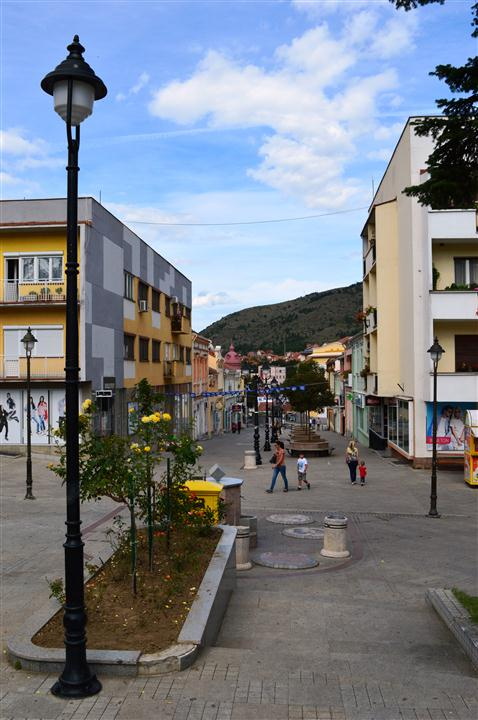
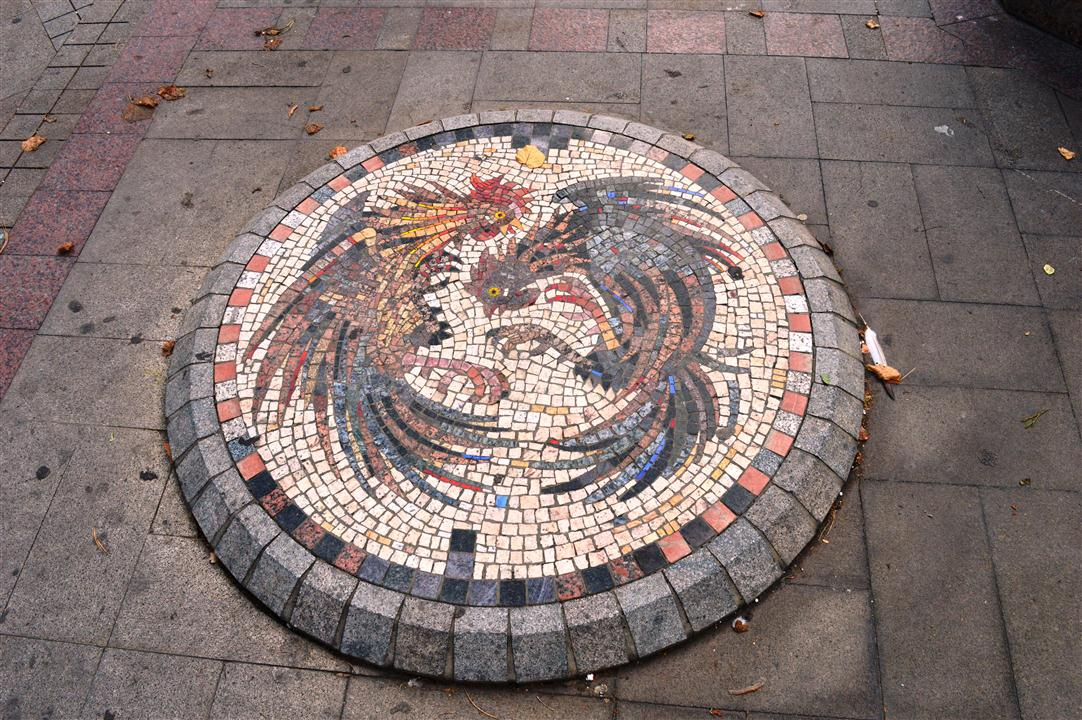
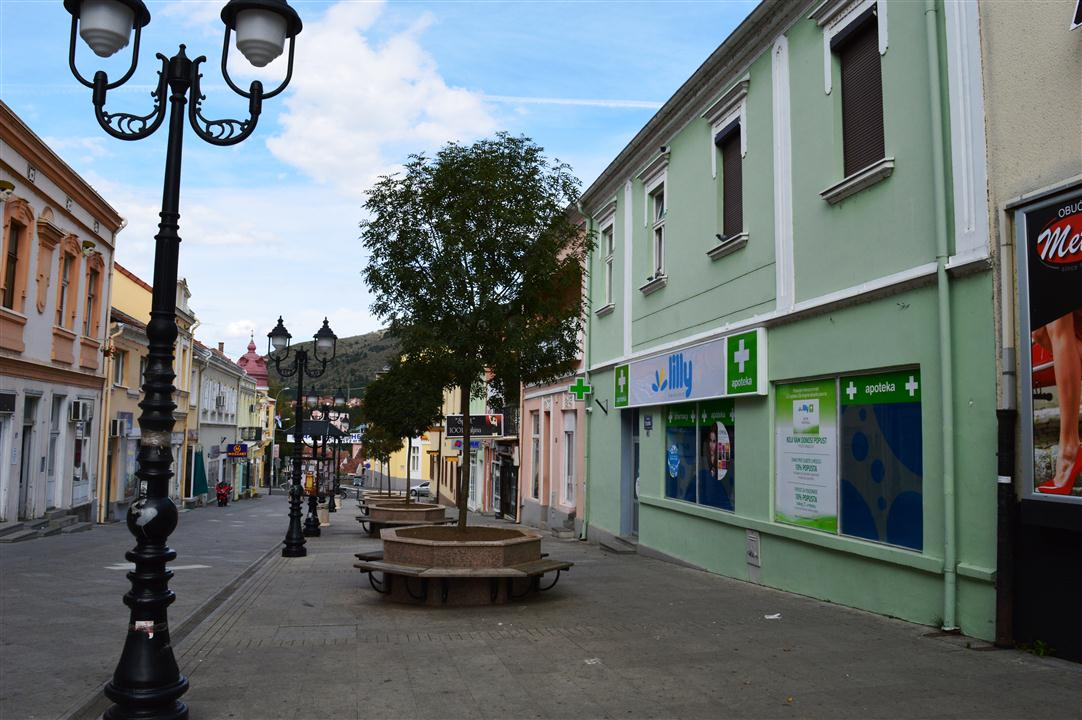
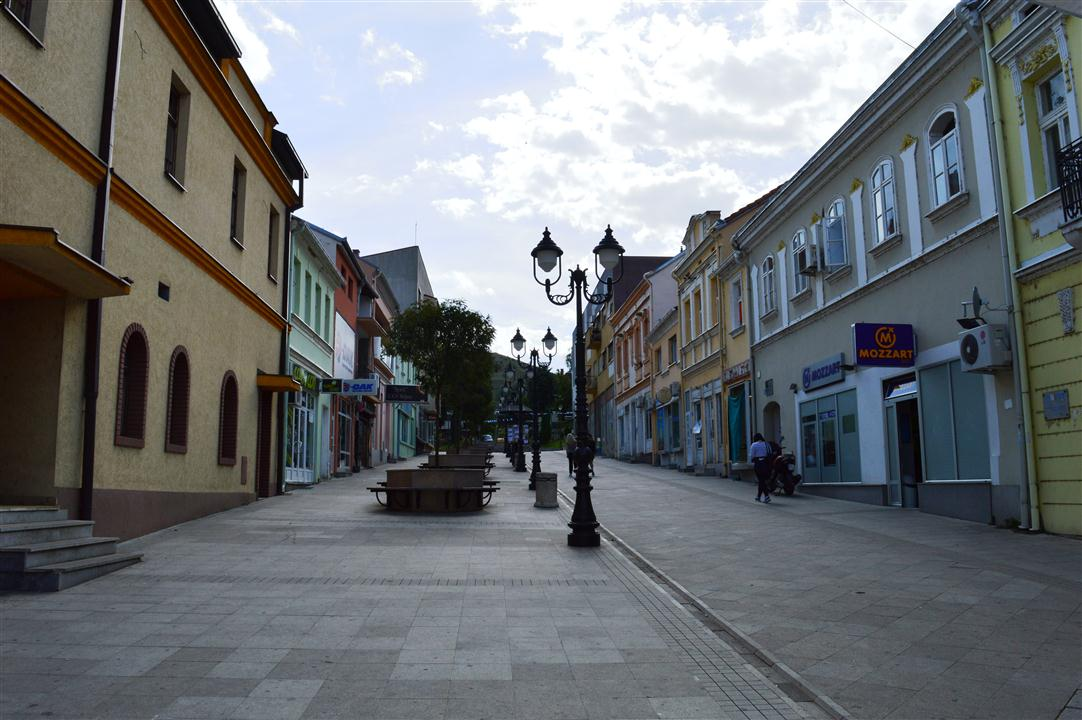
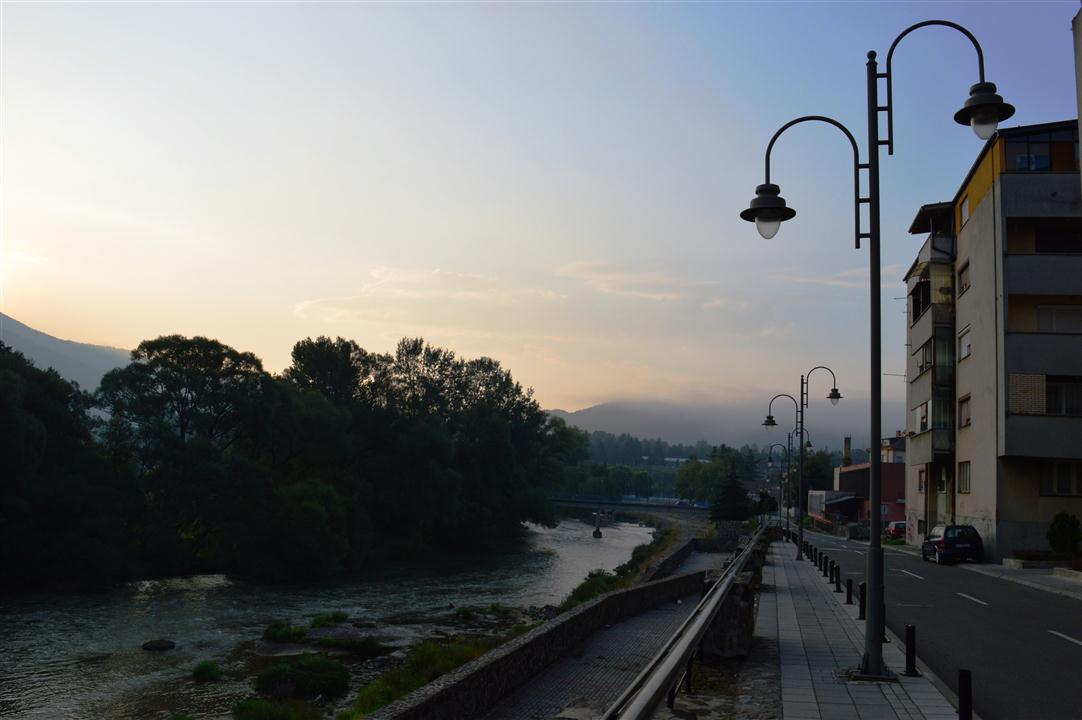
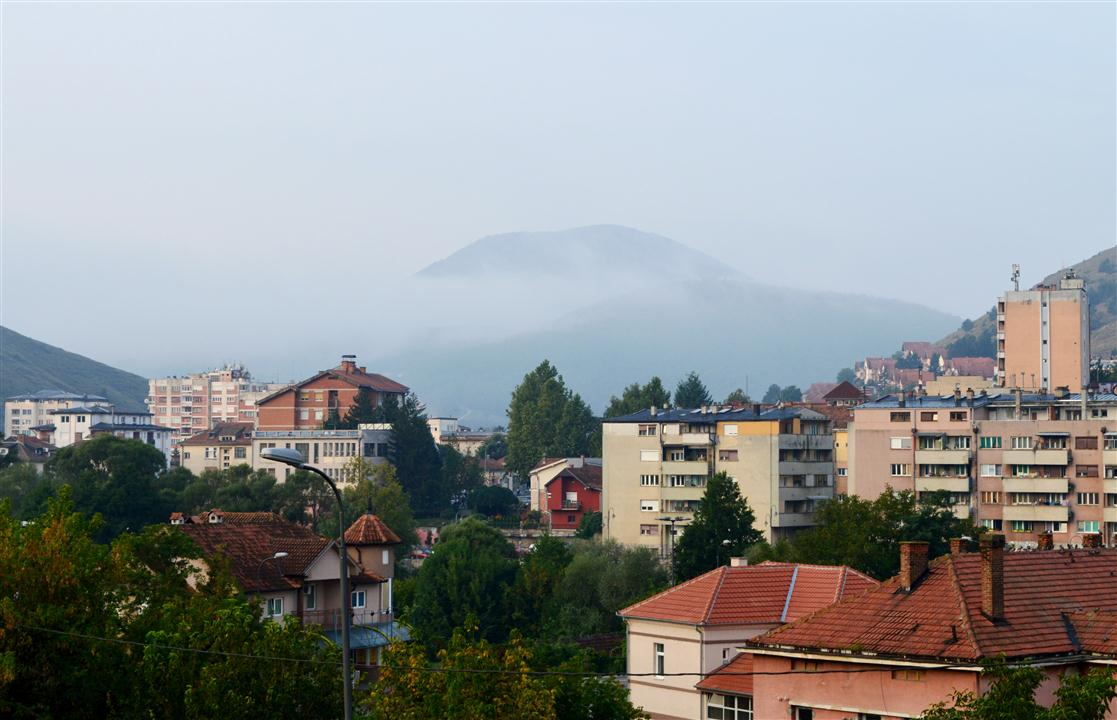
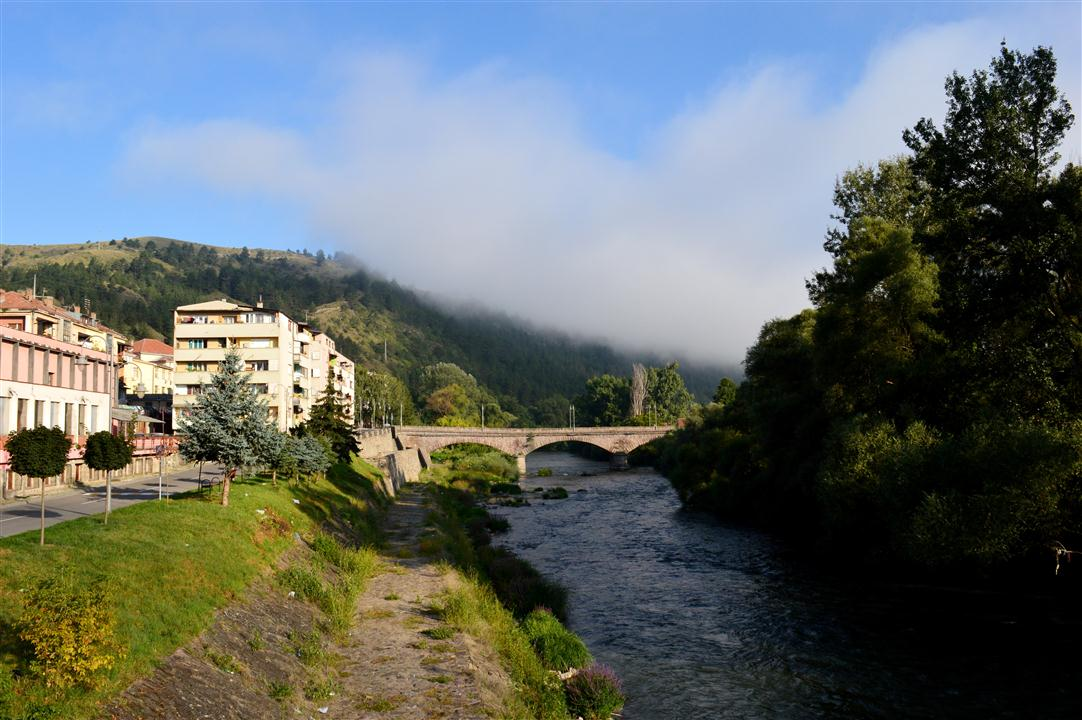
Ріка Ібар у Рашці
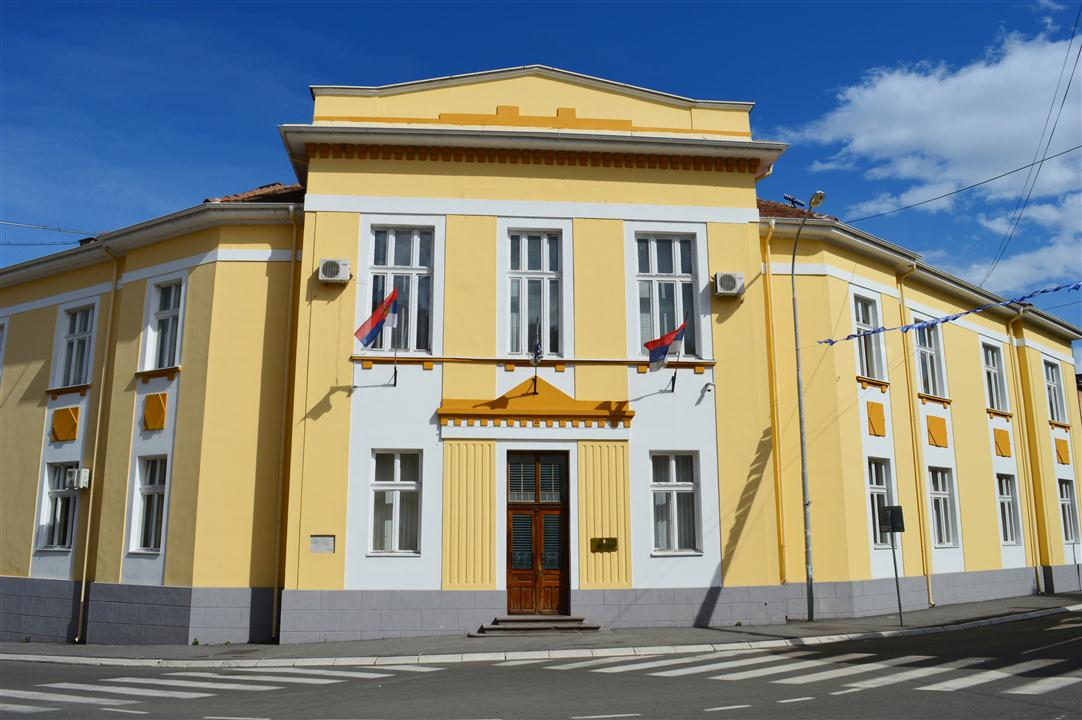
Будинок Курсулича
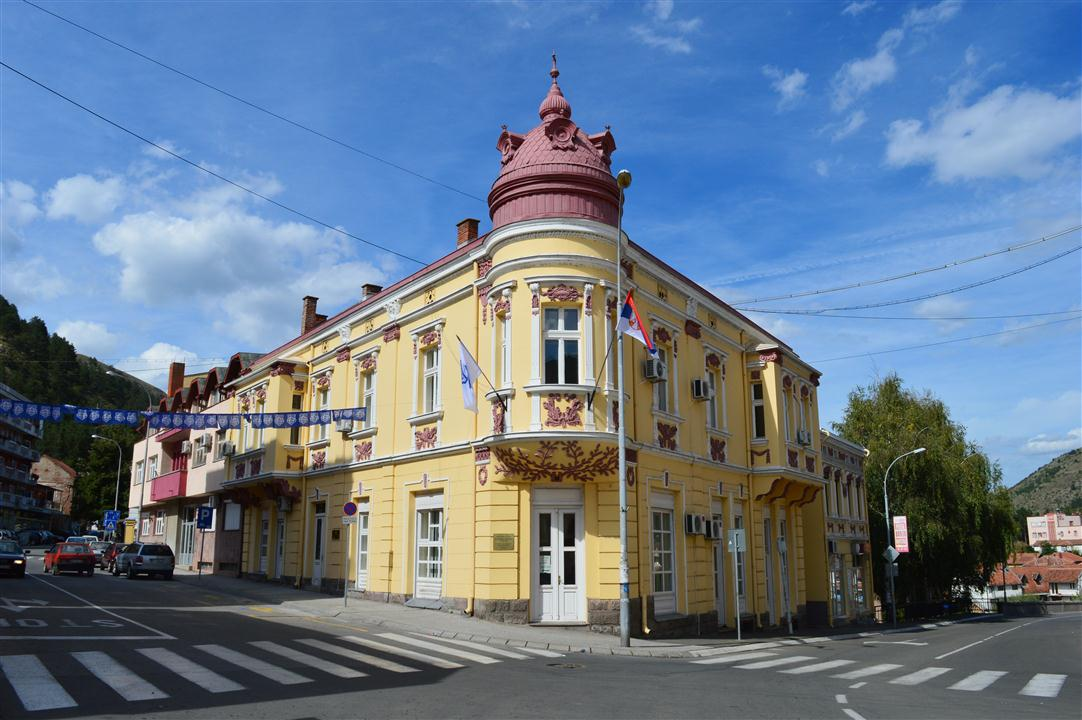
Будинок Курсулича
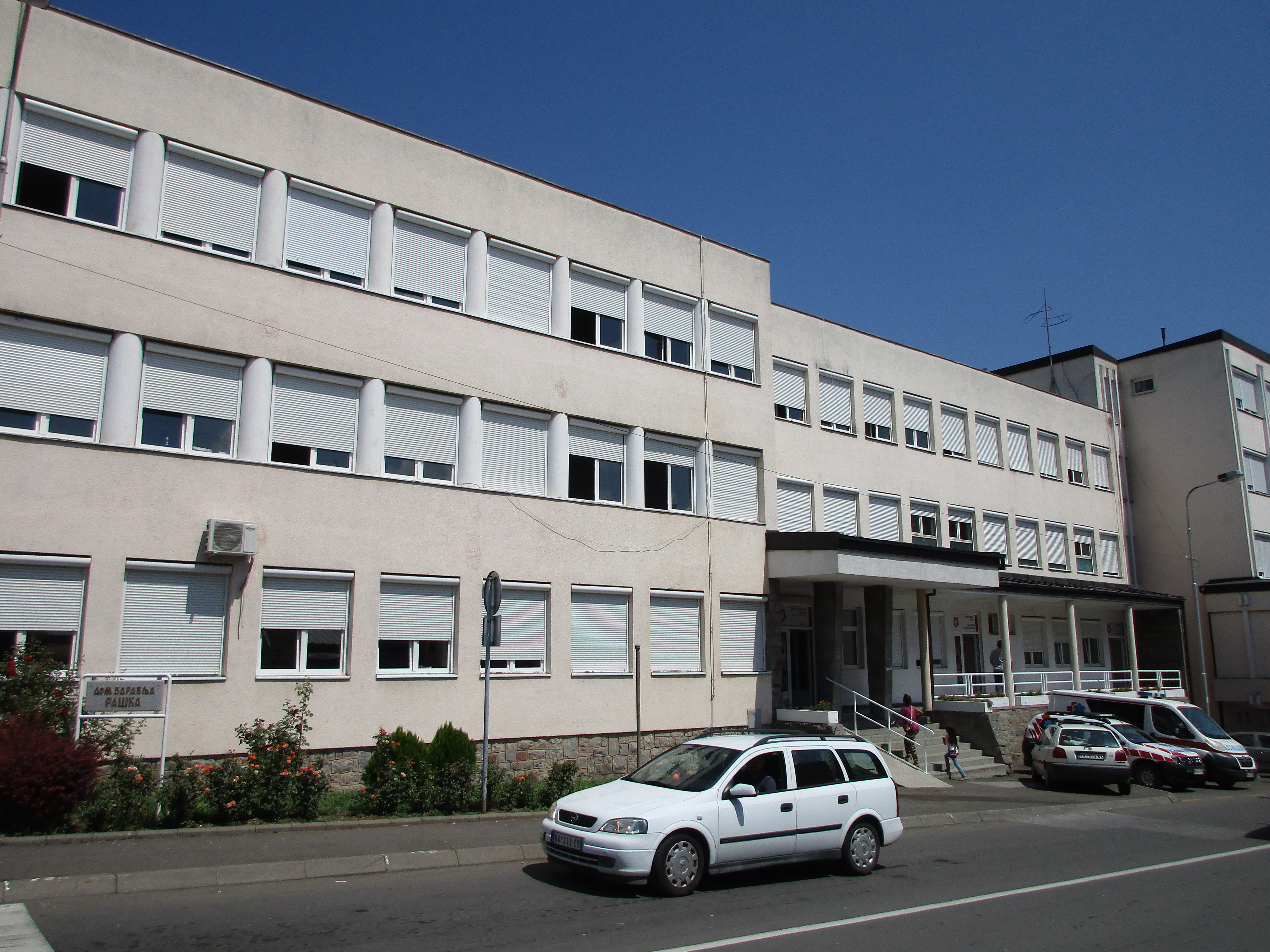
Лікарня
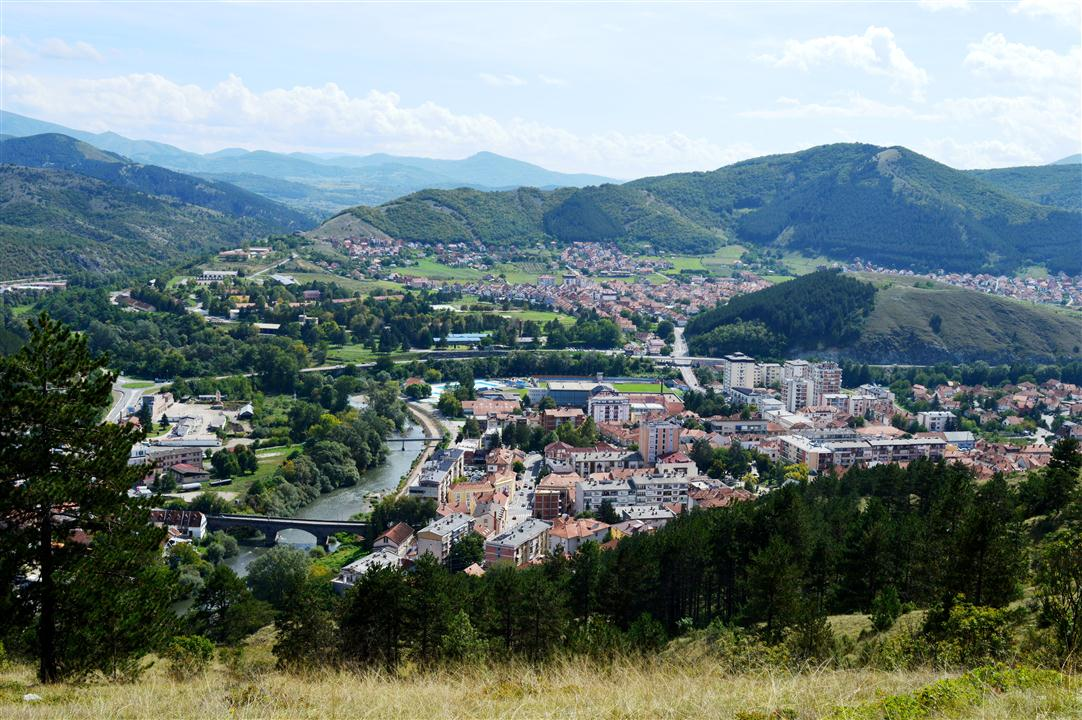
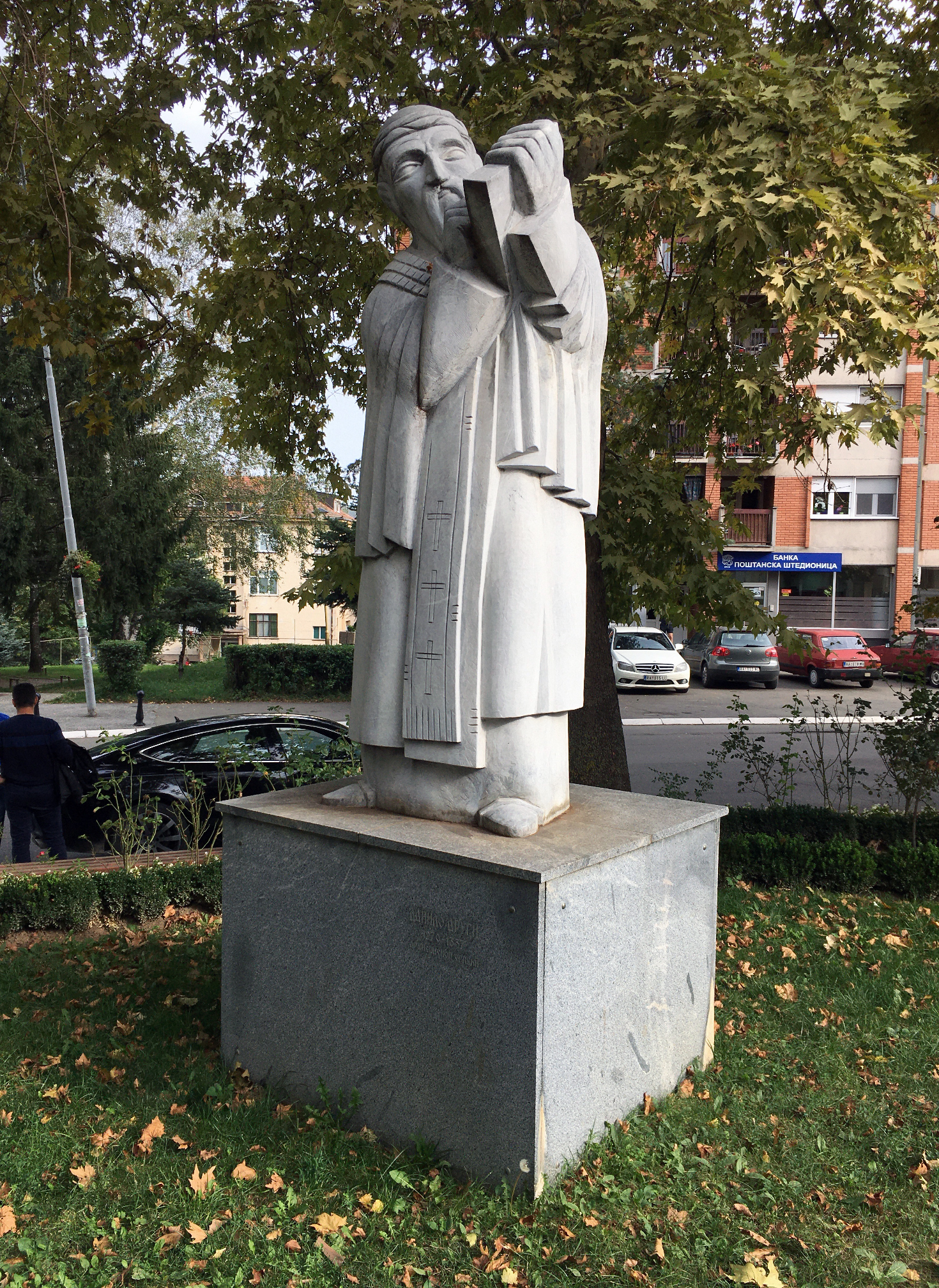
Пам'ятник Данилу II